# Marcus Pürk
Marcus Pürk (* 21. September 1974 in Wien) ist ein ehemaliger österreichischer Fußballspieler und jetziger -trainer.

## Karriere
Marcus Pürk begann seine Fußballerkarriere bei der Wiener Austria. Sein Bundesligadebüt gab er am 5. September 1992 gegen den FC Stahl Linz. Bereits in seiner ersten Saison wurde der Mittelfeldspieler Meister mit den Veilchen und gewann ein Jahr später 1994 auch den ÖFB-Cup. Anschließend wurde der Austrianer von Rapid abgeworben, wo ihm 1994/95 auf Anhieb 13 Saisontore gelangen. Marcus Pürk gewann erneut den ÖFB-Cup und gab unter Herbert Prohaska am 26. April 1995 auch ein kurzes Debüt in der Nationalmannschaft, wo ihm in der EM-Qualifikation gegen Liechtenstein beim 7:0 auch ein Tor gelang.
Marcus Pürk wechselte 1995 schließlich zu Real Sociedad, wo er insgesamt 30 Mal in der Primera División auflief. 1996 kam die Rückkehr nach Österreich zu Sturm, wo er abermals den ÖFB-Cup gewann, ehe 1997 der Rückwechsel zu Rapid erfolgte. Pürk blieb dieses Mal zwei Jahre in Hütteldorf, bis er 1999 vom TSV 1860 München geholt wurde. Geplagt von Verletzungen kam er auf insgesamt 50 Einsätze in der deutschen Bundesliga, erzielte dabei allerdings kein einziges Tor. Damit ist er in den ersten 60 Jahren Bundesliga der Stürmer mit den meisten Einsätzen ohne Torerfolg. Allerdings erreichte er mit den Münchnern die Teilnahme am UEFA-Cup und durfte sich am 21. August 2002 auch über seinen zweiten Einsatz in der Nationalmannschaft gegen die Schweiz freuen.
Nach seiner Rückkehr nach Österreich machte Marcus Pürk 2005 seinen letzten Einsatz in der Bundesliga für die Admira und ließ anschließend in der Regionalliga Ost bei der Vienna seine Karriere ausklingen. 2007 wurde er noch einmal vom ASK Schwadorf in den Profifußball in die Erste Liga zurückgeholt, 2008 wurde er aber zum Kooperationsverein Admira abgegeben.
Mit der Herbstsaison 2008 wechselt er zum SV Stockerau (1. NÖ Landesliga), wo er neben seiner Tätigkeit als Spieler Trainererfahrung in der Jugendarbeit sammeln wollte. Nach einem Jahr wechselte wieder zurück zu seiner ersten Wirkungsstätte, dem 1. Simmeringer SC, den er jedoch bereits nach einem halben Jahr wieder verließ und zum SV St. Margarethen in die 2. burgenländische Liga wechselte. Dort war er in weiterer Folge bis 2014 aktiv. Während er in dieser Zeit mit der der Kampfmannschaft Meister der 2. Liga Nord und BFV-Cup-Sieger wurde, trat er in der Saison 2013/14 nebenbei auch als Trainer in Erscheinung.
Ende Oktober 2014 übernahm er als sportlicher Leiter den ASK Mannersdorf und bekleidete dieses Amt bis Jahresende 2015. Parallel dazu arbeitete er in dieser Zeit auch als Nachwuchstrainer beim ASV Vösendorf. Nachdem er seine Tätigkeit bei Mannersdorf und Vösendorf beendet hatte, wurde er im Sommer 2016 Co-Trainer unter Thomas Mayer beim SV Kaltenleutgeben in der niederösterreichischen Gebietsliga Süd/Südost. Mit Juli 2017 wurde er Trainer des SV Sigleß. Nach zwei Jahren wechselte er zum ASKÖ Klingenbach, bei dem er in weiterer Folge für eine Spielzeit Trainer war und während der COVID-19-Pandemie den Verein wieder verließ.

## Erfolge
- 1 × Österreichischer Meister: 1993
- 3 × Österreichischer Cupsieger: 1994, 1995, 1997
- 1 × Sportzeitung – Fußballer des Jahres 1994/95 (Spielerwahl)
- 1 × Sportzeitung – Team der Saison 1994/95
- 1 × Kronen Zeitung – Aufsteiger des Jahres 1994/95
- 1 × Kurier – Team der Saison 1994/95
- 2  Länderspiele (ein Tor) für die österreichische Nationalmannschaft